# Kadov (ort i Tjeckien, Södra Böhmen)
Kadov är en ort i Tjeckien.   Den ligger i regionen Södra Böhmen, i den västra delen av landet, 90 km sydväst om huvudstaden Prag. Kadov ligger 513 meter över havet och antalet invånare är 378.
Terrängen runt Kadov är platt. Runt Kadov är det ganska glesbefolkat, med 47 invånare per kvadratkilometer. Närmaste större samhälle är Strakonice, 18,2 km sydost om Kadov. Omgivningarna runt Kadov är en mosaik av jordbruksmark och naturlig växtlighet.